# Mosquée de Kong
La mosquée de Kong ou Grande mosquée de Kong est un édifice religieux islamique situé dans la ville de Kong au nord de la Côte d'Ivoire. En 1741 il a été noté que la ville de Kong possédait déjà plusieurs mosquées dont la Grande mosquée (Missiriba) détruite par Samory Touré vers 1897 et rebâtie à l'aube du XXe siècle.

## Description
La mosquée de Kong, de style néo-soudanais constitue le plus vieux symbole de l'islamisation des peuples du Nord de la Côte d'Ivoire. Elle a conservé sa fonction de lieu de prière et de rassemblement. Son architecture, restée longtemps intacte du fait d'un entretien régulier, a toutefois subi, en 1978, une restauration inadaptée qui a quelque peu déstructuré l'édifice.
L'édifice est réalisé à partir de techniques de briques de terre crue consolidées avec des torons offrant une unicité architecturale compacte adaptée au climat relativement pluvieux de la région.
Un décret du 20 avril 1988 classe la mosquée comme monument historique.

## Classement au patrimoine mondial de l'UNESCO
En 2021, elle est inscrite au patrimoine mondial de l'UNESCO,. 
La décision d’inscrire la mosquée de Kaouara sur la liste du patrimoine mondial de l’Unesco a été prise lors de la 44e session élargie du Comité du patrimoine mondial, en ligne tenue à Fuhzou, en Chine du 16 au 31 juillet 2021. Cette rencontre a été présidée par Tian Xuejun, Vice-ministre chinois de l’éducation et président de la Commission nationale chinoise pour l’Unesco.